# Jim Currie
James Alexander Currie, detto Jim (Cook County, 15 dicembre 1916 – Sisters, 16 novembre 1987), è stato un cestista statunitense, professionista nella NBL.

## Carriera
Giocò una stagione nella NBL, disputando 27 partite con 3,9 punti di media.